# Wildrose (Dakota del Norte)
Wildrose es una ciudad ubicada en el condado de Williams en el estado estadounidense de Dakota del Norte. En el censo de 2010 tenía una población de 110 habitantes y una densidad poblacional de 148,5 personas por km².

## Geografía
Wildrose se encuentra ubicada en las coordenadas 48°37′48″N 103°11′2″O / 48.63000, -103.18389. Según la Oficina del Censo de los Estados Unidos, Wildrose tiene una superficie total de 0.74 km², de la cual 0.74 km² corresponden a tierra firme y (0%) 0 km² es agua.

## Demografía
Según el censo de 2010, había 110 personas residiendo en Wildrose. La densidad de población era de 148,5 hab./km². De los 110 habitantes, Wildrose estaba compuesto por el 96.36% blancos, el 0% eran afroamericanos, el 2.73% eran amerindios, el 0% eran asiáticos, el 0% eran isleños del Pacífico, el 0% eran de otras razas y el 0.91% pertenecían a dos o más razas. Del total de la población el 4.55% eran hispanos o latinos de cualquier raza.